# Avante TV
Avante TV byl placený dokumentární televizní kanál nizozemského provozovatele UPCtv, zaměřující se především na muže. Programovou náplň Avante tvořily dokumenty o vojenské technice, špionáži, automobilech, motocyklech, lodích, letectví, kosmických letech, technologiích a současných i historických vynálezech. Kanál byl spuštěn 8. prosince 1999 v Nizozemsku, postupně docházelo k expanzi kanálu i na další trhy. Vysílání bylo ukončeno k 31. května 2003, protože kanál nesplnil očekávání provozovatele. Avante vysílal v angličtině, němčině, nizozemštině, češtině, maďarštině, řečtině, rumunštině a polštině v mnoha kabelových sítích v Evropě a některých satelitních platformách.

## Historie
Dne 8. prosince 1999 spustila nizozemská společnost UPCtv vysílání dokumentárního kanálu pro muže všech věkových kategorií, kanál Avante. V prosinci 1999 bylo oznámeno šíření kanálu Avante největším kabelovým operátorem Telia ve Švédsku, kde byl nabízen pro 1,1 milionů předplatitelů. Ve středu 12. ledna 2000 spustil provozovatel distribuci svého programu přes americký satelit Telstar 12 v rámci vlastního multiplexu UPCtv.
S provozovatelem třetí největší německé kabelové sítě PrimaCom AG byla 27. června 2000 podepsána smlouva o šíření kanálů Avante, Extreme Sports Channel a Innergy z rodiny UPCtv. Ty byly nabízeny v exkluzivní nabídce pro 1,35 milionů domácností. Již v té době kanál vysílal v kabelových sítích v Belgii, Švýcarsku a Švédsku.
Dne 1. října 2000 oznámil provozovatel vstup kanálů Avante a Club do maďarské kabelové televize UPC Magyarorszag. UPCtv 4. května 2000 oznámila dostupnost svých programů v kabelových sítích Evrotur v Bulharsku a Genius Network a Pellin Cable Network v Rumunsku, kde se očekávalo 120 000 potenciálních abonentů. V dubnu 2001 byl kanál zařazen do polské satelitní platformy Wizja TV a kabelové sítě UPC Polska. Krátce nato byla spuštěna polská verze Avante a již na konci července bylo v plánu lokalizovat až 75% pořadů. V pátek 1. března 2002 bylo Avante zařazeno do nabídky polské placené satelitní platformy Cyfra+. Dne 2. dubna 2002 byl Avante zařazen pro české diváky do nabídky Rodina satelitní placené platformy UPC Direct, kde zpočátku vysílal anglicky, později byl nabízen také v maďarštině a u jedné třetiny pořadů v češtině. Ve středu 29. května 2002 byl kanál Avante přidán do nabídky dánského kabelového operátora Telia Stofa A/S.
Britská společnost Zone Vision 15. října 2002 oznámila podepsání dohody s provozovatelem kanálu UPCtv o distribuci kanálů Avante a Club ve východní Evropě, včetně Pobaltí, Běloruska, Bulharska, Moldavska, Rumunska, Ruska, Slovenska, Ukrajiny a států bývalé Jugoslávie. Zone Vision tím rozšířil portfolio na celkem 28 zastupovaných kanálů, kterými byly Cartoon Network, CNN, MTV, VH 1, Eurosport, Hallmark, Bloomberg a Discovery Channel.
V roce 2002 stanice prošla změnou loga.
Společnost UPCtv ukončila vysílání placeného kabelového a satelitního programu Avante 31. května 2003, neboť podle provozovatele nesplnil kanál očekávání. UPCtv se zaměřila na rozvoj kanálů Extreme Sports Channel a Club.

## Dostupnost

### Satelitní vysílání
| Družice                          | Frekvence (GHz) | SR, FEC    | Platforma                                    | Kódování                | Vysílací čas (SEČ) | Poznámka                                           |
| -------------------------------- | --------------- | ---------- | -------------------------------------------- | ----------------------- | ------------------ | -------------------------------------------------- |
| Kopernikus 3 (23.5°E)            | 12.525/H        | 27500, 3/4 |                                              | BetaCrypt               | 24 hodin           | 2002–2002 Dostupný v angličtině                    |
| Kopernikus 3 / Astra 3A (23.5°E) | 12.605/V        | 27500, 3/4 | VisionGlobe (MediaVision), Kabel Deutschland | BetaCrypt               | 24 hodin           | 2002–2003 Dostupný v angličtině a němčině          |
| Astra 1G (19.2°E)                | 11.992/H        | 27500, 3/4 | UPC Direct, Wizja TV                         | Cryptoworks             | 24 hodin           | 2001–2003 Dostupný v angličtině, češtině, polštině |
| Hot Bird (13°E)                  | 10.892/H        | 27500, 3/4 | Cyfra+                                       | MediaGuard, Cryptoworks | 24 hodin           | 2002–2003 Dostupný v polštině                      |
| Hot Bird (13°E)                  | 11.304/H        | 30000, 3/4 | Alpha Digital Synthesis                      | Viacess                 | 24 hodin           | 2002 Dostupný v řečtině                            |
| Telstar 12 (15°W)                | 11.123/H        | 18380, 3/4 | UPCtv                                        | Cryptoworks, Viaccess   | 24 hodin           | 2000–2003 Dostupný v angličtině, němčině           |
| Telstar 12 (15°W)                | 12.054/V        | 18386, 3/4 | UPCtv                                        | Cryptoworks             | 24 hodin           | 2001–2003                                          |

### Kabelová televize
Níže je uveden seznam kabelových sítí, ve kterých byl nabízen program Avante TV.

#### Belgie
- UPC België

#### Bulharsko
- Evrotur (Sofia)

#### Česko
- COMTES CZ
- Intercable CZ
- Kabelová televize Velké Meziříčí (K.T.V.M.)

#### Dánsko
- OnCable

#### Maďarsko
- UPC Magyarorszag

#### Německo
- Kabel Deutschland
- Primacom
- United TV

#### Nizozemsko
- UPC Nederland (balíček Startpakket, Documentaire pakket)
- Telekabel

#### Polsko
- UPC Poland

#### Rumunsko
- Genius Network (Galati)
- Pellin Cable Network (Constantza)

#### Slovensko
- UPC Slovensko

#### Švédsko
- Com Hem

#### Švýcarsko
- TeleGeneve (DigiCable)